# نسبت حامل به نویز
در مخابرات، نسبت حامل به نویز (به انگلیسی: Carrier-to-noise ratio)، که اغلب CNR یا C/N نوشته می‌شود، نسبت سیگنال به نویز (SNR) یک سیگنال مدوله‌شده است. این اصطلاح برای تشخیص CNR سیگنال باندگذر فرکانس رادیویی از SNR سیگنال پیام باندپایه آنالوگ پس از دمدولاسیون، به عنوان مثال یک سیگنال پیام آنالوگ فرکانس صوتی استفاده می‌شود. اگر این تمایز لازم نباشد، اصطلاح SNR اغلب به جای CNR، با همان تعریف استفاده می‌شود.

## تعریف
نسبت حامل به نویز به عنوان نسبتی از توان سیگنال حامل مدوله‌شده دریافت‌شده C به توان نویز دریافت‌شده N پس از فیلترهای گیرنده تعریف می‌شود:
{\displaystyle \mathrm {CNR} ={\frac {C}{N}}} .
وقتی هر دو حامل و نویز دوسر امپدانس یکسانی اندازه‌گیری شوند، این نسبت را می‌توان به طور معادل به صورت زیر داد:
{\displaystyle \mathrm {CNR} =\left({\frac {V_{C}}{V_{N}}}\right)^{2}} ،
که {\displaystyle V_{C}} و {\displaystyle V_{N}} به ترتیب ریشه مربع متوسط (RMS) سطح ولتاژ سیگنال حامل و نویز هستند.
نسبت {\displaystyle C/N} اغلب در دسی‌بل (dB) مشخص می‌شود:
{\displaystyle \mathrm {CNR_{dB}} =10\log _{10}\left({\frac {C}{N}}\right)=C_{dBm}-N_{dBm}}
یا از نظر ولتاژ:
{\displaystyle \mathrm {CNR_{dB}} =10\log _{10}\left({\frac {V_{C}}{V_{N}}}\right)^{2}=20\log _{10}\left({\frac {V_{C}}{V_{N}}}\right)}
برآوردگرهای {\displaystyle C/N} برای بهینه‌سازی عملکرد گیرنده مورد نیاز است.

## بیشتر بخوانید
- Digital Transmission: Carrier-to-Noise Ratio, Signal-to-Noise Ratio, and Modulation Error Ratio توسط Wayback Machine (بایگانی‌شده مارس ۴, ۲۰۱۶)
- اندازه‌گیری قدرت سیگنال GNSS